# Billy Boyd
Billy Boyd (Glasgow, 28 de agosto de 1968) é um ator e músico britânico nascido na Escócia, que interpretou Peregrin Tûk na série de filmes O Senhor dos Anéis (2001 - 2003) de Peter Jackson e Barrett Bonden no filme de Peter Weir Mestre dos Mares: O Lado Mais Distante do Mundo (Master and Commander: The far side of the world, 2003), estrelando Russell Crowe e Paul Bettany.
Ele e a irmã Margaret foram criados pela avó depois que seus pais morreram.
Ele se tornou um ator, canta e ainda toca violão e baixo. Ele escreveu e cantou uma música no filme de Peter Jackson, o O Retorno do Rei.
Ele trabalhou como encadernador por seis anos antes de seguir a carreira de ator. Um dos livros que ele vendeu foi O Senhor dos Anéis.
Em 2014, Boyd escreveu e interpretou a música "The Last Goodbye", tocada nos créditos do filme O Hobbit: A Batalha dos Cinco Exércitos.

## Filmografia
- 2012 - The Forger
- 2011 - The Witches of Oz… Nick Chopper
- 2008 - Stone of Destiny.[2]Bill Craig
- 2004 - O Filho De Chucky (Seed of Chucky)… Glen/Glenda/Shitface
- 2003 - The Lord of the Rings: The Return of the King… Peregrin Tûk
- 2003 - Master and Commander: The Far Side of the World… Barrett Bonden
- 2003 - The Long and Short of It (curta)… Special Thanks
- 2002 - The Lord of the Rings: The Two Towers… Peregrin Tûk
- 2001 - The Lord of the Rings: The Fellowship of the Ring… Peregrin Tûk
- 1999 - Julie and the Cadillacs… Jimmy Campbell
- 1998 - Urban Ghost Story… Loan Shark
- 1998 - The Soldier's Leap (curta)… Postman